# Ignasi Parella i Basaganyas
Ignasi Parella i Basaganyas (Olot, 18 de maig de 1789 – Olot, 28 de juliol de 1853) va ser un organista i mestre de capella català que va exercir a Ripoll, Sant Joan de les Abadesses i Olot.

## Biografia
Fill de Joan Parella, natural de Igualada, i Francesca Basaganyas d'Olot. Prové d'una família de músics. El seu oncle també s'anomenava Ignasi Parella, escrivia com a “Sr Ignasi Parella musich” o “escrivent de Igualada”. Ignasi Parella i Basaganyas serà el futur organista de Sant Esteve d'Olot.
A banda dels ensenyaments i l’ambient musical que degué rebre en la llar familiar, es va formar durant nou anys a redós de la capella de música de la parroquia, amb el mestre H. Alberich i l’organista J. Castelló, essent escolà entre els anys 1796 i 1804. Entre els setze i els dinou anys, des de 1805 fins a l'esclat de la Guerra del Francès, “pasó â la Capital de Barna, en la que permaneció quatro años continuos ocupado incessantemente en el estudio de Maestro de Capilla ÿ Organista." Tot i que desconeixem quin fou el seu destí barceloní, l'estudi de la recepció del repertori forà conservat en el fons musical olotí porta a pensar que Parella es formà amb Francesc Queralt i Carles Baguer a la catedral de Barcelona.
De nou a Olot, entre 1809 i 1813, aproximadament, Parella actuà de suplent i coadjutor de l’organista Josep Castelló i del mestre Honorat Alberich, durant les absències dels seus respectius magisteris. El 13 de setembre de 1811, Ignasi Parella, “clergue estudiant de cant de orga”, va ser escollit per la comunitat de preveres per col·laborar en el compliment de les funcions de la succentoria, en substitució del diaca i de forma alternada amb el mestre Alberich. Durant aquells anys de residència a Olot, Parella serví també la comunitat com a escolà major de la sagristia i rebé l’ordenació sacerdotal el dia del Roser del mes d’octubre de 1813, tot i estar fortificats els francesos a Olot.
El 1814 fou nomenat mestre de capella i organista del monestir benedictí de la vila de Ripoll i el 1815 guanyà per oposició la plaça d’organista de la col·legiata de Sant Joan de les Abadesses, càrrec que exercí entre 1815 i 1820. Amb motiu del traspàs de Josep Castelló, l’organista de l'Església de Sant Esteve, Parella adreçà el 6 d’agost de 1820 aquesta sol·licitud al Consell de la Vila, amb l'esperança d’obtenir la provisió del benefici de l'Àngel Custodi de la seva vila natal.
El 25 d’agost de 1820, l’alcalde i regidors d’Olot van acordar fer la presentació per al benefici de l’orgue de Sant Esteve de la “persona del Rdº Ignacio Parella Pbro / organista natural de la misma villa / de Olot, habil y practico en tocar el Or-/gano”, a fi que el bisbe i el vicari general de Girona l’admetin i li confereixen el benefici.
Ignasi Parella comptava amb una notable formació humanística, desenvolupà tasques d'arxiver, llibreter interí (1834-1835), obrer de la comunitat (1827, 1828, 1829, 1830), administrador de les distribucions dels combregars (1821, 1823, 1824), i administrador de béns, censals i causes pies de la comunitat de preveres. Es conserva documentació relativa a l’administració que feu en qualitat de llevador de rendes de cases i finques de Banyoles i Riudarenes. En aquesta darrera localitat, el masover Joan Caballé l’informava puntualment dels afers relacionats amb els arrendaments, i en les nombroses cartes que aquell li adreçà es fan palesos els lligams d’una considerada relació humana entre ambdós personatges.
Es va dedicar a formar organistes d'entre els quals: Josep Anglada i Maranges; Jacint Marsals i Prats; Carme Monells i Laqué ; Jeroni Bernich; Ramon Giró; Joan Mas; Ramon Avellana i Josep Anton Gaudier i Parella.